# Ruxandra Dragomir
Ruxandra Dragomir Ilie (nacida el 24 de octubre de 1972 en Piteşti) es una jugadora profesional de tenis natural de Rumania, retirada desde el año 2005.
Como profesional ganó cuatro torneos en individuales y cinco en dobles. La diestra jugadora alcanzó su más alto ranking en el Torneo de la WTA el 25 de agosto de 1997, cuando fue N.º 15 del mundo.

## Títulos WTA(9)

### Individuales(4)
| No. | Fecha | Torneo                        | Superficie    | Oponente en la Final | Marcador en la Final |
| 1.  | 1996  | Budapest, Hungría             | Tierra batida | Melanie Schnell      | 7–6(6), 6–1          |
| 2.  | 1996  | Karlovy Vary, República Checa | Tierra batida | Patty Schnyder       | 6–2, 3–6, 6–4        |
| 3.  | 1996  | Pattaya City, Tailandia       | Dura          | Tamarine Tanasugarn  | 7–6(4), 6–4          |
| 4.  | 1997  | Rosmalen, Países Bajos        | Pasto         | Miriam Oremans       | 5–7, 6–2, 6–4        |

### Dobles (5)
| No. | Fecha | Torneo                   | Pareja             | Superficie    | Oponentes en la Final               | Marcador en la Final |
| 1.  | 1994  | Palermo, Italia          | Laura Garrone      | Tierra batida | Alice Canepa Giulia Casoni          | 6–1, 6–0             |
| 2.  | 1995  | Bournemouth, Reino Unido | Mariaan de Swardt  | Tierra batida | Kerry-Anna Guse Patricia Hy-Boulais | 6–3, 7–5             |
| 3.  | 1997  | Praga, República Checa   | Karina Habšudová   | Tierra batida | Eva Martincová Helena Vildová       | 6–1, 5–7, 6–2        |
| 4.  | 1997  | Varsovia, Polonia        | Inés Gorrochategui | Tierra batida | Catherine Barclay Meike Babel       | 6–4, 6–0             |
| 5.  | 2001  | Bolduque, Países Bajos   | Nadia Petrova      | Pasto         | Kim Clijsters Miriam Oremans        | 7–6(5), 6–7(5), 6–4  |